# 解散修道院

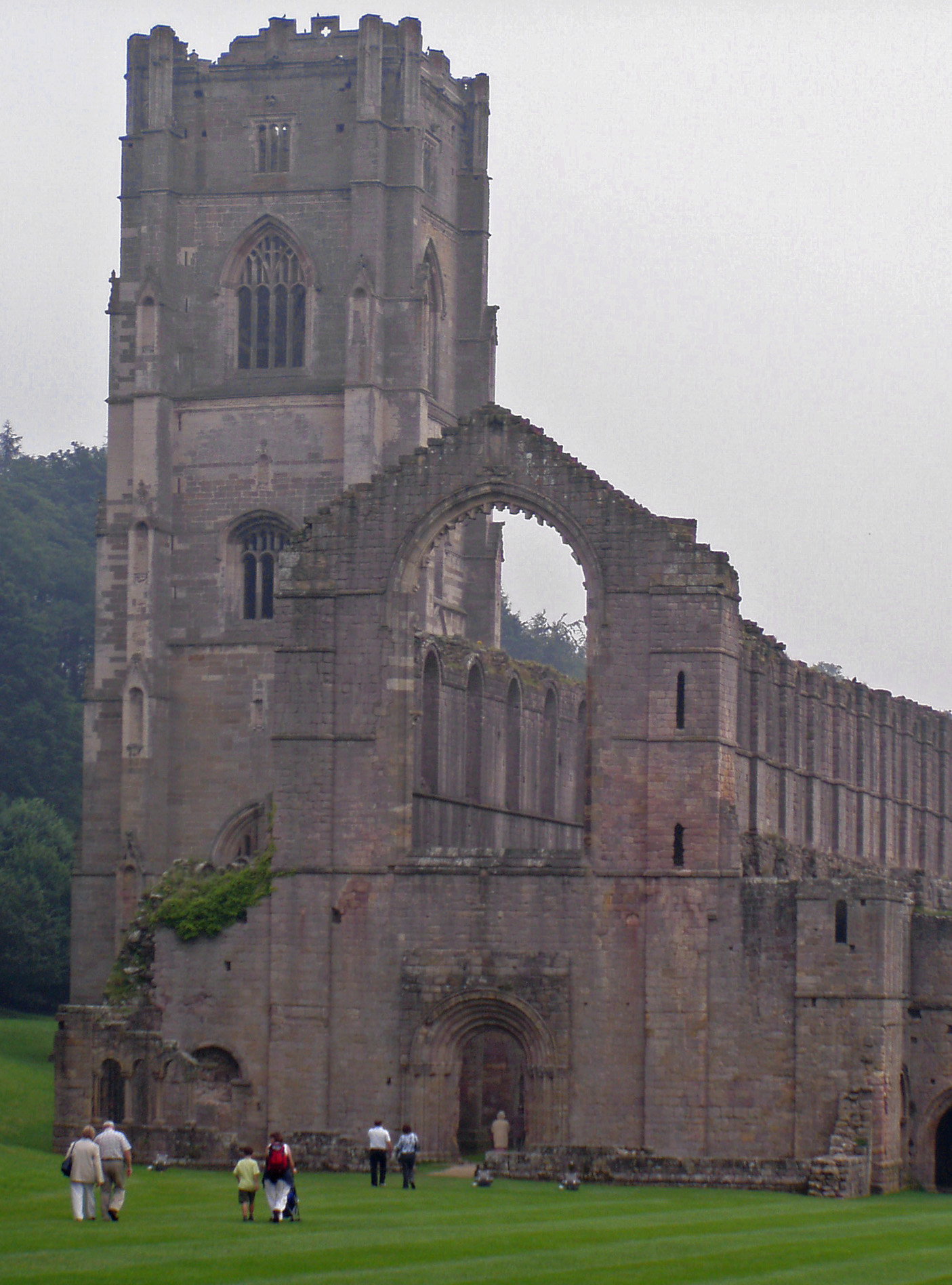
噴泉修道院遗址，该修道院在1539年被勒令解散

解散修道院（英語：Dissolution of the Monasteries、Suppression of the Monasteries）是《至尊法案》颁布后，1536年至1541年间亨利八世一系列解散英格兰、威尔士和爱尔兰修道院的行为，屬英格兰宗教改革的一部分，目的是为英國國王提供战争经费并与教宗决裂。期间大量修道院的财产被重新分配，修士也被迫还俗。
愛爾蘭的情況異於英格兰（约有900所修道院）和威尔士，亨利八世名义上虽是爱尔兰（1530年代初约有400所修道院）之主，但實權僅及都柏林一帶，因此很多修道院都熬过了这段时期。